# لوسیو کارلوس کاجویرو سوزا
لوسیو کارلوس کاجویرو سوزا (به پرتغالی: Lúcio Carlos Cajueiro de Souza) هافبک، مدافع اهل برزیل است که در شهر اولیندا، پرنامبوکو و در تاریخ ۲۰ ژوئن ۱۹۷۹ به دنیا آمده‌است.
لوسیو کارلوس کاجویرو سوزا در تیم‌های فوتبال São Bento سابقهٔ حضور دارد.